# バウデン・フランシス
ロバート・バウデン・フランシス（Robert Bowden Francis, 1996年4月22日 - ）は、アメリカ合衆国フロリダ州タラハシー出身のプロ野球選手（投手）。右投右打。MLBのトロント・ブルージェイズ所属。
発音指示ではバオデン(BAO-den)となっている。

## 経歴

### プロ入りとブルワーズ傘下時代
2017年のMLBドラフト7巡目（全体204位）でミルウォーキー・ブルワーズから指名されプロ入り。
2019年まで傘下のマイナーチームでプレーしたが、メジャーへの昇格はなかった。
2021年はAA級ビロクシ・シャッカーズで開幕を迎え、その後AAA級ナッシュビル・サウンズへ昇格。2チーム合計で11試合に先発登板して7勝3敗、防御率3.62、65奪三振を記録した。

### ブルージェイズ時代
2021年7月6日にロウディ・テレスとのトレードで、トレバー・リチャーズと共にトロント・ブルージェイズへ移籍した。移籍後は傘下のAAA級バッファロー・バイソンズで14試合（先発13試合）に登板して6勝4敗、防御率4.19、71奪三振を記録した。オフにルール・ファイブ・ドラフトでの流出を防ぐために40人枠に登録された。
2022年4月25日にメジャーへ昇格し、27日のボストン・レッドソックス戦に救援登板してメジャーデビューを果たした。6月18日に40人枠を外れ、マイナー契約となった。
2023年6月6日にメジャー契約を結びアクティブ・ロースター入りした。この年はメジャーで20試合に登板して防御率1.73、35奪三振を記録した。
2024年は開幕から先発ローテーションの一角として起用された。8月19日にプレイヤー・オブ・ザ・ウィークに選出されると、同月24日のロサンゼルス・エンゼルス戦では8回まで無安打無失点の好投だったが、9回先頭のテイラー・ウォードに初安打となるソロ本塁打を浴び降板した。これらの投球により、8月度のピッチャー・オブ・ザ・マンスを受賞した。
9月11日のニューヨーク・メッツ戦では再び8回まで無安打無失点の好投をみせたが、9回先頭打者のフランシスコ・リンドーアに初安打となるソロ本塁打を浴び、またしても大記録を逃した。

## 人物
名前の由来はカレッジフットボール指導者のボビー・バウデン。
母親は2014年に乳癌で死亡した。弟のハリソンも野球選手で、2017年のMLBドラフト4巡目でアリゾナ・ダイヤモンドバックスから指名された。

## 詳細情報

### 年度別投手成績
| 年 度    | 球 団    | 登 板 | 先 発 | 完 投 | 完 封 | 無 四 球 | 勝 利 | 敗 戦 | セ 丨 ブ | ホ 丨 ル ド | 勝 率 | 打 者 | 投 球 回 | 被 安 打 | 被 本 塁 打 | 与 四 球 | 敬 遠 | 与 死 球 | 奪 三 振 | 暴 投 | ボ 丨 ク | 失 点 | 自 責 点 | 防 御 率 | W H I P |
| -------- | -------- | ----- | ----- | ----- | ----- | -------- | ----- | ----- | -------- | ----------- | ----- | ----- | -------- | -------- | ----------- | -------- | ----- | -------- | -------- | ----- | -------- | ----- | -------- | -------- | ------- |
| 2022     | TOR      | 1     | 0     | 0     | 0     | 0        | 0     | 0     | 0        | 0           | ----  | 3     | 0.2      | 1        | 0           | 0        | 0     | 0        | 1        | 0     | 0        | 0     | 0        | 0.00     | 1.50    |
| 2023     | TOR      | 20    | 0     | 0     | 0     | 0        | 1     | 0     | 1        | 1           | 1.000 | 136   | 36.1     | 22       | 5           | 8        | 0     | 1        | 35       | 1     | 2        | 7     | 7        | 1.73     | 0.83    |
| 2024     | TOR      | 27    | 13    | 0     | 0     | 0        | 8     | 5     | 0        | 0           | .615  | 408   | 103.2    | 74       | 17          | 22       | 0     | 7        | 92       | 0     | 1        | 41    | 38       | 3.30     | 0.93    |
| MLB：3年 | MLB：3年 | 48    | 13    | 0     | 0     | 0        | 9     | 5     | 1        | 1           | .643  | 547   | 140.2    | 97       | 22          | 30       | 0     | 8        | 128      | 1     | 3        | 48    | 45       | 2.88     | 0.90    |

- 2024年度シーズン終了時

### 年度別守備成績
| 年 度 | 球 団 | 投手（P） | 投手（P） | 投手（P） | 投手（P） | 投手（P） | 投手（P） |
| 年 度 | 球 団 | 試 合     | 刺 殺     | 補 殺     | 失 策     | 併 殺     | 守 備 率  |
| ----- | ----- | --------- | --------- | --------- | --------- | --------- | --------- |
| 2022  | TOR   | 1         | 0         | 0         | 0         | 0         | ----      |
| 2023  | TOR   | 20        | 2         | 2         | 0         | 1         | 1.000     |
| 2024  | TOR   | 27        | 4         | 7         | 0         | 0         | 1.000     |
| MLB   | MLB   | 48        | 6         | 9         | 0         | 1         | 1.000     |

- 2024年度シーズン終了時

### 表彰
- プレイヤー・オブ・ザ・ウィーク：1回（2024年8月13日 - 19日）
- ピッチャー・オブ・ザ・マンス：1回（2024年8月）

### 背番号
- 59（2022年）
- 44（2023年 - ）